# Rindera echinata
Rindera echinata är en strävbladig växtart som beskrevs av Eduard August von Regel. Rindera echinata ingår i släktet Rindera och familjen strävbladiga växter. Inga underarter finns listade i Catalogue of Life.